# 耳瓣棘豆
耳瓣棘豆（学名：Oxytropis auriculata）为豆科棘豆属下的一个种。